# Hillesheim (Mayence-Bingen)
Pour les articles homonymes, voir Hillesheim (homonymie).
Hillesheim est une municipalité de la Verbandsgemeinde Guntersblum, dans l'arrondissement de Mayence-Bingen, en Rhénanie-Palatinat, dans l'ouest de l'Allemagne.

## Illustrations

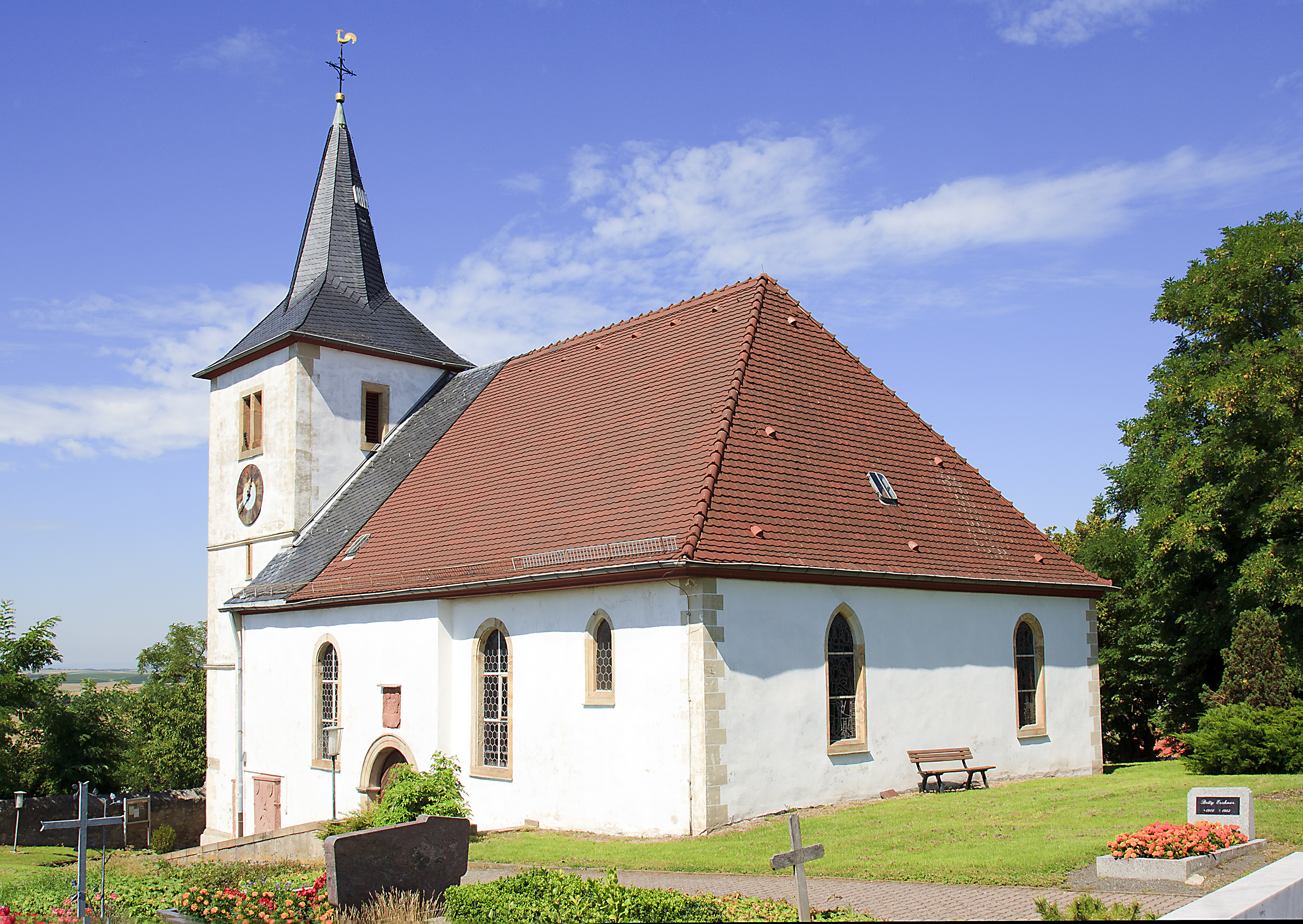
Paroisse évangélique
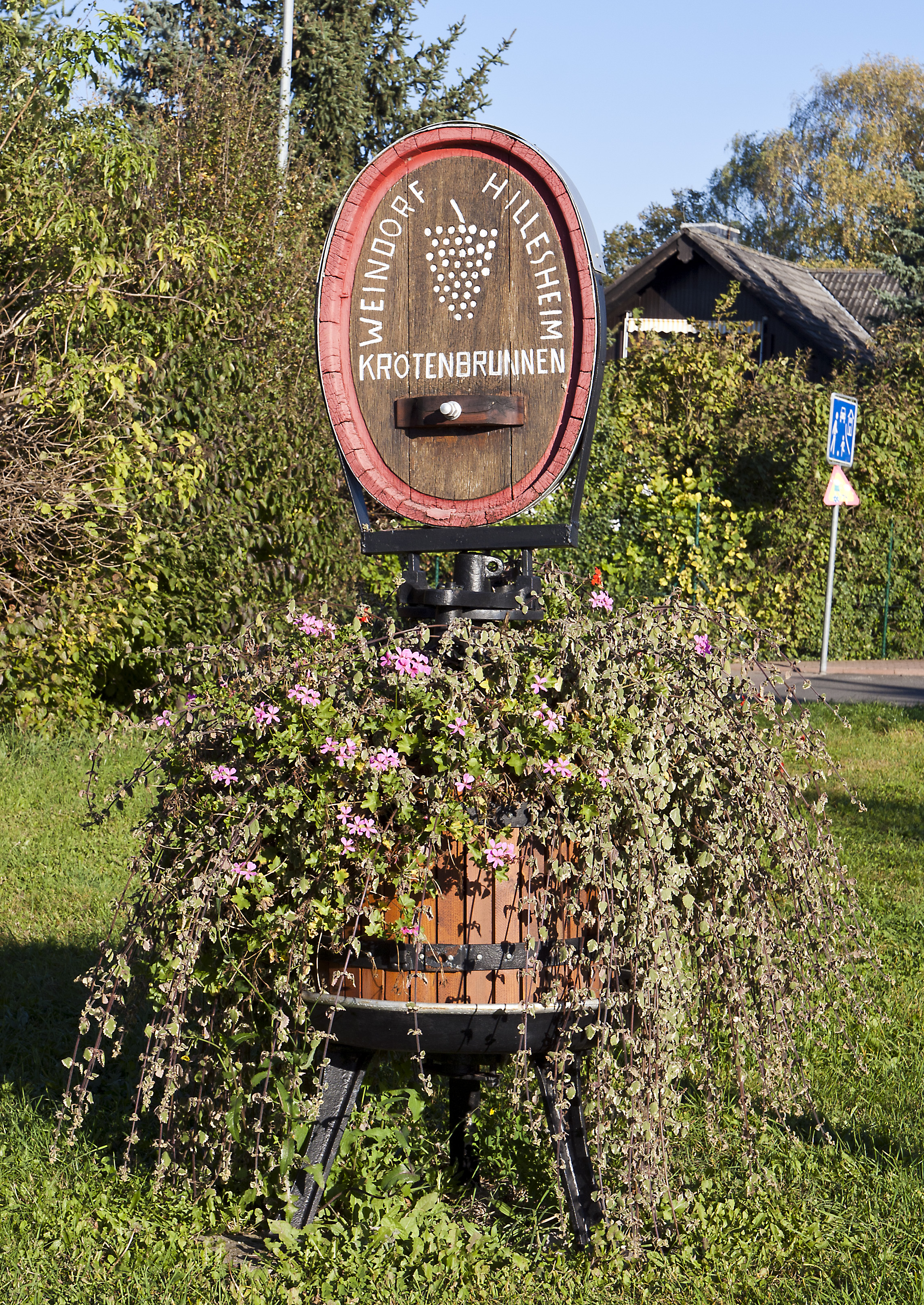
Vignoble d'Hillesheim
Localisation de Hillesheim dans la Verbandsgemeide et dans l'arrondissement